# Earl Shilton Castle
Earl Shilton Castle ist eine abgegangene Burg in der Kleinstadt Earl Shilton in der englischen Grafschaft Leicestershire.

## Geschichte

### Die Anarchie
Robert de Beaumont, 2. Earl of Leicester, (Bossu) war 1135 mit am Sterbebett von König Heinrich I. und wurde ein naher Vertrauter des neuen Königs Stephan. Heinrichs Tochter Matilda aber fühlte sich als Thronerbin und entfesselte mit Hilfe ihres Halbbruders, dem Earl of Gloucester, einen grausamen Bürgerkrieg gegen ihren Vetter Stephan, der als Anarchie bekannt wurde. 

### Bau
Als die Verteidigung seiner Ländereien wichtiger wurde, ließ Robert Bossu mit der Befestigung von Shilton Hill beginnen. Die neue Motte des Earls wachte über das Vale of Kirkby und Bossus Verbindungswege nach Süden und Westen.
Das Earl Shilton Castle wurde um eine alte Kapelle aus dem 12. Jahrhundert, die dem Heiligen Petrus geweiht war, herum gebaut. Dieses Gebiet namens Hall Yard liegt heute zwischen der Church Street und der Almey's Lane. In der Nähe gibt es natürliche Quellen, von denen die Burg mit Trinkwasser versorgt wurde. Sie heißen heute Spring Gardens.

### Rebellion und Zerstörung
Die Burg diente 30 oder 40 Jahre lang als Festung. Dann wurde sie zerstört und in ein Jagdhaus umgewandelt. Es gibt keine Aufzeichnungen über eine Belagerung oder Kampfhandlungen in der Gegend von Earl Shilton, nicht einmal im englischen Bürgerkrieg. Dies zeigt vermutlich, dass die Burg ihren Zweck [der Abschreckung] erfüllte. Als die Kirche 1854 neu erbaut wurde, nutzte man Bausteine der Burg für ihren Bau.
1173 begann Prinz Heinrich eine Rebellion gegen seinen Vater, König Heinrich II. Robert Bossu war gerade in Frankreich und schloss sich willig der Sache des Prinzen an. Er bestritt etliche Schlachten. Am 17. Oktober, während die Streitmacht des Prinzen noch auf dem Weg war, griffen die Unterstützer des Königs sie in Farnham bei Bury St Edmunds an. Die Earls von Norfolk und Leicester wurden überrascht und besiegt; Robert Bossu wurde gefangen genommen und in ein Gefängnis nach Falaise in der Normandie verbracht.
Der König begann mit der Zerstörung der Burgen des Earl of Leicester und die damit beauftragten Arbeiter zogen auch in Earl Shilton Castle ein. Nur die Festungen in Leicester und Mount Sorrell überlebten die Zerstörungsaktion. Die Grundherrschaft von Earl Shilton blieb aber eine gute Einkommensquelle.